# Eurychoria scutulata
Eurychoria scutulata är en fjärilsart som beskrevs av Louis Beethoven Prout. Eurychoria scutulata ingår i släktet Eurychoria och familjen mätare. Inga underarter finns listade i Catalogue of Life.